# Omphale nitida
Omphale nitida är en stekelart som beskrevs av Christer Hansson 1996. Omphale nitida ingår i släktet Omphale och familjen finglanssteklar.
Artens utbredningsområde är Costa Rica. Inga underarter finns listade i Catalogue of Life.